# دونغا
كارلوس كايتانو بليدورن فيري سيلفييرا (بالبرتغالية: Carlos Caetano Bledorn Verri Silveira) الشهير بدونغا، لاعب كرة قدم برازيلي سابق، من مواليد 31 أكتوبر 1963 في ريو غراندي دو سول، تنحدر أصوله من ألمانيا وإيطاليا، كان قائد منتخب البرازيل لكرة القدم الفائز بكأس العالم لكرة القدم 1994،.

## مسيرته كلاعب كرة قدم

### المسيرة الأحترافية
بدأ دونغا مسيرته الكروية مع نادي إنترناسيونال البرازيلي في سنة 1980، وأمضى معهم أربعة مواسم، وفي موسم 1984/1985 انتقل إلى نادي كورينثيانز البرازيلي، وفي سنة 1985 انتقل إلى نادي سانتوس ولعب معهم لمدة موسمين، وفي موسم 1987/1988 انتقل إلى إيطاليا وبالتحديد إلى نادي بيزا الإيطالي، واستقطبه نادي فيورنتينا في عام 1988، ليلعب معه لمدة أربع أعوام، وفي سنة 1992 هبط نادي فيورنتينا إلى الدرجة الثانية، فتركه دونغا وانتقل إلى نادي بسكارا، ولعب له لمدة موسم واحد، وفي سنة 1993 انتقل دونغا إلى نادي شتوتغارت الألماني، وقضى معهم موسمين، وبعدها انتقل إلى نادي جوبيلو إيواتا الياباني في سنة 1995، قبل أن يختتم مسيرته الكروية في موسم 1999/2000 مع نادي إنترناسيونال الذي بدأ منه لعب كرة القدم.

### المسيرة الدولية
لعب دونغا مع منتخب البرازيل لكرة القدم 91 مباراة دولية منها 18 مباراة في بطولات كأس العالم المختلفة، وسجل خلالها 6 أهداف، وكان قد فاز بكأس العالم لكرة القدم 1994 بصفته قائد للمنتخب، كما أحرز الميدالية الفضية لكأس العالم لكرة القدم 1998 وأحرز الميدالية الفضية في أولمبياد 1984.

## مسيرته كمدرب كرة قدم

### منتخب البرازيل
كان كارلوس دونغا أحد المرشحين لقيادة منتخب البرازيل لكرة القدم في سنة 2000 خلفا لواندرلي لكسومبورغو، ولكنه لم يحب طريقة تعامل الاتحاد البرازيلي لكرة القدم مع طلبه فرفض تدريب المنتخب.
وفي 24 يوليو 2006 تم تعيين كارلوس دونغا مدربا لمنتخب البرازيل لكرة القدم لكرة القدم خلفا لكارلوس البرتو بيريرا.
أحرز أول بطولة له وهي كأس اميركا الجنوبية عام 2007 بفوزه على الأرجنتين في المباراة النهائية 3-0، كما أحرز بطولة كأس القارات 2009 والتي أقيمت في جنوب أفريقيا عندما فازت البرازيل على منتخب الولايات المتحدة الأمريكية بنتيجة 3-2 بعد أن كان متأخراً بهدفين مع نهاية الشوط الأول.

### مونديال جنوب أفريقيا 2010
قاد منتخب البرازيل في بطولة كأس العالم 2010، وحقق صدارة المجموعة السابعة برصيد 7 نقاط إثر فوز المنتخب البرازيلي على منتخب كوريا الشمالية 2-1 ومنتخب كوت ديفوار 3-1 وبتعادل أبيض مع المنتخب البرتغالي 0-0، ليتأهل للدور ثمن النهائي (دور الـ16) ويتغلب على منتخب شيلي بنتيجة 3-0، وصعد بالمنتخب إلى الدور ربع النهائي (دور الـ8) قبل أن يخرج على يد منتخب هولندا بعد الخسارة بنتيجة 1-2، وأعلن بعدها دونجا أن عقده انتهى مع الاتحاد البرازيلي لكرة القدم والذي كان ممتداً بموجب انتهاء بطولة كأس العالم 2010.

### العودة إلى تدرب منتخب السيليساو
أعلن الاتحاد البرازيلي لكرة القدم اليوم الثلاثاءالموافق 22.07.2014 تعيين دونجا مدرباً للمنتخب الوطني للمرة الثانية بعد أسبوعين من الخسارة 1-7 أمام منتخب ألمانيا في نصف نهائي كأس العالم، المباراة التي أدت إلى استقالة المدرب السابق سكولاري.

### نادي إنترناسيونال
أعلن عن توليه تدريب نادي إنترناسيونال في 12 ديسمبر 2012.

## الألقاب

### كلاعـب
إنترناسيونال
- دوري مقاطعة ريو غراندي دو سول: 1982، 1983 و1984

فاسكو دي غاما
- دوري مقاطعة ريو دي جانيرو: 1987
- كأس جوانابارا: 1986

جوبيلو إيواتا
- دوري اليابان (جي ليج): 1997

منتخب البرازيل (تحت 20 عاماً)
- كأس العالم للشباب (تحت 20 عاماً): 1983
- بطولة أمريكا الجنوبية للشباب: 1983

منتخب البرازيل
- كأس العالم لكرة القدم: 1994
- كأس العالم للقارات: 1997
- كأس العالم لكرة القدم: وصافة كأس العالم 98 (الكرة الفضية).
- كوبا أمريكا: 1989، 1997
- دورة الألعاب الأوليمبية لأمريكا الجنوبية: 1984

جوائز شخصية
- منتخب كأس العالم لكرة القدم: 1994, 1998
- اللاعب الأكثر قيمة في دوري اليابان (جي ليج): 1997

أفضل لاعب في اليابان 1996

### كمـدرب
منتخب البرازيل
- كأس العالم للقارات: 2009
- كوبا أمريكا: 2007

منتخب البرازيل الأوليمبي
- كرة القدم في الألعاب الأولمبية الصيفية:  2008 (المركز الثالث)

إنترناسيونال
- دوري مقاطعة ريو غراندي دو سول: 2013

## معنى اسم دونغا
هو اسم أحد الأقزام السبعة في قصة بياض الثلج في اللغة البرتغالية (دقدق في النسخة العربية) (بالإنجليزية: Dopey)، وأطلقه عليه عمه عندما ظن أنه لن يصبح طويلاً يوماً ما.